# Katharina Westerhorstmann
Katharina Westerhorstmann (* 1974 in Paderborn) ist eine römisch-katholische Moraltheologin und Professorin an der Franciscan University of Steubenville für den Campus in Gaming (Österreich).

## Wissenschaftlicher Werdegang
Nach dem Studium der Germanistik, Katholischen Theologie, Wirtschaftspolitik und angewandten Kulturwissenschaft von 1994 bis 1997 an der Westfälischen Wilhelms-Universität Münster absolvierte Westerhorstmann an der Theologischen Fakultät Paderborn von 1997 bis 2001 das Studium der Theologie und Philosophie, das sie mit dem Diplom-Theologin abschloss.
Anschließend begann sie ein Promotionsstudium, das ab 2002 durch ein Promotionsstipendium der Studienstiftung des deutschen Volkes gefördert wurde. 2003–2008 war Westerhorstmann Wissenschaftliche Mitarbeiterin an der Theologischen Fakultät Paderborn an den Lehrstühlen für Moraltheologie und Ethik sowie Systematische Philosophie und ist seit 2004 eigenständig in der universitären Lehre tätig. Während dieser Zeit wurde sie 2004 mit der Arbeit Pro-Existenz und Selbstverwirklichung. Frausein in Arbeit und Beruf bei Edith Stein im Vergleich mit feministischen und kirchlichen Positionen zur Doktorin der Theologie (Dr. Theol.) promoviert. Von 2005 bis 2008 war sie als wissenschaftliche Mitarbeiterin an der Theologischen Fakultät Paderborn sowie als Geschäftsführerin des Katholisch-Theologischen Fakultätentags tätig.
2008 wechselte sie an die Albert-Ludwigs-Universität Freiburg und war dort als erste Akademische Geschäftsführerin des Interdisziplinären Ethik-Zentrums tätig. Gleichzeitig nahm sie bis 2013 Lehraufträge in Praktischer Philosophie mit dem Schwerpunkt Ethik am Philosophischen Seminar der Universität Freiburg wahr.
2013–2014 war Westerhorstmann Lehrbeauftragte für Philosophie/Ethik an der Universität Paderborn. Bis 2014 war sie ebenfalls wissenschaftliche Mitarbeiterin am Moraltheologischen Seminar der Rheinischen-Wilhelms-Universität in Bonn. Dort habilitierte sie sich in Moraltheologie mit einer Arbeit zum Doppelgebot der Liebe im jüdisch-christlichen Dialog. Die Arbeit wurde 2014 unter dem Titel Das Liebesgebot als Gabe und Auftrag. Moraltheologie im Licht des jüdisch-christlichen Dialogs beim Paderborner Schöningh-Verlag in der Reihe Studien zu Judentum und Christentum (Bd. 29) veröffentlicht. Ebenfalls 2014 erhielt Westerhorstmann ein Forschungsstipendium der Minerva-Stiftung für Forschungen am Martin Buber-Archiv der Hebräischen Universität in Jerusalem. Es folgte eine Vertretungsprofessur in Moraltheologie an der Universität Bonn für zwei Semester.
Von April 2016 bis März 2018 war sie Professorin für Moraltheologie an der Katholischen Universität in Eichstätt (Lehrstuhlvertretung). Westerhorstmann hatte im Sommersemester 2018 eine Gastprofessur in Uppsala (Schweden).
Von August 2019 bis Mai 2020 hatte sie eine Gastprofessur an der Forschungsuniversität University of Notre Dame im Bundesstaat Indiana (USA) inne.
Im April 2020 nahm sie einen Ruf der Franciscan University of Steubenville (Ohio, USA) für den Campus in Gaming (Österreich) an und ist dort ordentliche Professorin für Theologie und Medizinische Ethik (Professor of Theology and Medical Ethics).

## Kirchliches Engagement / Positionen
Westerhorstmann ist Beraterin der Glaubenskommission der Deutschen Bischofskonferenz.
Von Februar 2020 bis Februar 2023 war Westerhorstmann von der Deutschen Bischofskonferenz benanntes Mitglied der Synodalversammlung des Synodalen Wegs und gewähltes Mitglied des Synodalforums 4 „Leben in gelingenden Beziehungen – Liebe leben in Sexualität und Partnerschaft“. Im Juni 2021 schlug sie vor, den deutschen Synodalen Weg zugunsten des weltweiten Synodalen Prozesses auszusetzen, den Papst Franziskus im Mai 2021 angekündigt hatte, und im Oktober 2021 in Deutschland gemeinsam mit allen Diözesen weltweit neu zu beginnen. Am 11. Juni 2022 erklärte sie ihren Ausstieg aus dem Synodalforum 4. Am 22. Februar 2023 teilte sie in einem Beitrag in der Tageszeitung Die Welt mit, dass sie zusammen mit drei anderen Mitgliedern der Synodalversammlung ihr Mandat als Synodale für die Versammlungen des Synodalen Weges niederlegt; als Begründung nannte sie, dass beim Synodalen Weg „zentrale katholische Lehren und Überzeugungen in Zweifel gezogen“ worden seien und sich „die Kirche in Deutschland mehr und mehr von der Weltkirche entfernt“, und diesen Weg können sie nicht mehr mitgehen.
Im November 2023 erhielt sie gemeinsam mit drei weiteren Frauen einen persönlichen Brief von Papst Franziskus als Antwort auf einen Brief, den sie erst kurz zuvor an den Papst geschrieben hatten, der jedoch nicht veröffentlicht wurde. Am 21. November 2023 wurde der Brief von Papst Franziskus in der Tageszeitung „Die Welt“ veröffentlicht, in dem er sich kritisch zur Entwicklung des Synodalen Weges der Kirche in Deutschland äußert. Er erklärt, er “teile diese Sorge über die inzwischen zahlreichen konkreten Schritte, mit denen sich große Teile dieser Ortskirche immer weiter vom gemeinsamen Weg der Weltkirche zu entfernen drohen”. Insbesondere wendet sich der Papst gegen die Einführung eines Gremiums, das „in der im entsprechenden Beschlusstext umrissenen Form mit der sakramentalen Struktur der katholischen Kirche nicht in Einklang zu bringen“ sei. Über den Brief des Papstes wurde breit berichtet. Neben katholischen Medien berichteten z. B. auch die Süddeutsche Zeitung, der Spiegel, die FAZ und der Bayerische Rundfunk.
Auch international wurde der Brief in seiner Bedeutung für die weitere Entwicklung der Fortsetzung des Synodalen Weges diskutiert.
Angesprochen auf den Vorwurf, der Brief könne weitere Konflikte erzeugen, antwortete Westerhorstmann in einem Interview: „Wir haben uns im Sinne der Einheit eingesetzt und an den Papst geschrieben, nicht im Sinne der Spaltung.“

## Sonstiges
Im Dezember 2015 veröffentlichte sie beim Indie-Label Timezone (Osnabrück) ihr Debütalbum Wenn deine Schönheit mein Herz berührt … Das Album mit selbst komponierten Songs im Singer-Songwriter-Stil aus dem Bereich christlicher Pop erschien im Frühjahr 2016 bereits in 2. Auflage. Die zweite CD mit dem Titel „Du hast mich gesehen“ mit zwölf neuen Songs der Paderborner Musikerin ist im Dezember 2016 als Bandversion bei Timezone erschienen.

## Publikationen (Auswahl)
Die Veröffentlichungen von Katharina Westerhorstmann reichen neben der Dissertation zur Frauenfrage in Edith Steins philosophischem Werk (2004) und der Habilitation zum Verständnis des Liebesgebots in Moraltheologie und jüdischer Religionsphilosophie (2014) von medizinethischen Aufsätzen zu Themen wie Schönheitsoperationen (2009), Organspende (2018) und der Begleitung am Lebensende sowie zur Wertethik. Die wissenschaftliche Aufarbeitung des sexuellen Missbrauchs in der Katholischen Kirche durch Kleriker macht neben der Medizinethik seit einigen Jahren einen weiteren Schwerpunkt ihrer Forschungen und seit 2018 auch der Publikationstätigkeit aus.
Monographien
- Selbstverwirklichung und Pro-Existenz. Frausein in Arbeit und Beruf bei Edith Stein. (Paderborner Theologische Studien, Band 43) Schöningh, Paderborn 2004.
- Das Liebesgebot als Gabe und Auftrag. Moraltheologie im Licht des jüdisch-christlichen Dialogs. (Studien zu Judentum und Christentum, Band 29) Schöningh, Paderborn 2014.

Wissenschaftliche Aufsätze
- Sexueller Missbrauch in der Kirche und das Konzept der Vulnerabilität. Ursachen, Aufarbeitung, Prävention. In: Internationale Katholische Zeitschrift Communio 6/2018, S. 598–610.
- Mehr Organspenden um jeden Preis? Eine ethische Abwägung der Widerspruchslösung. In: Stimmen der Zeit 143 (2018), S. 793–801.
- Instrument zur Selektion oder legitime Kassenleistung? Ethische Reflexionen zum Nichtinvasiven Pränataltest ( NIPT) In: Theologie und Glaube 1/2019, S. 65–78.
- Wie weit reicht die Verantwortung? Zur Ambivalenz eines ethischen Begriffs. In: ETHICA. Band 20, 2012, S. 317–343 (academia.edu).
- Krankheit als Weg zur Gesundung. Anthropologische Überlegungen. In: Imago Hominis. Zeitschrift für medizinische Anthropologie und Bioethik. Band 21, 2014, S. 35–47 (imabe.org).
- Freundschaft in der Ehe – Ein Modell für die christliche Ehe und Ehevorbereitung? In: Lebendige Seelsorge. 2/2015, S. 142–151.
- „Ich muss dir helfen dürfen zu leben“. Die christliche Ehe als Freundschaft verstehen In: Knirps-Port-le-Roi, Thomas / Sill, Bernhard (Hrsg.): Vom Glück der Freundschaft. EOS, St. Ottilien 2020, S. 379–394.
- Verletzliche Liebe. Die kirchliche Sexualmoral von innen erneuern. In: Stimmen der Zeit 1/2020, S. 51–62.
- Auf dem Weg zu einem Maß geschneiderten Körper. Ethische Reflexionen zur ästhetischen Chirurgie In: ETHICA 17 (2019), S. 311–334.
- Liberalisierung ist auch keine Lösung. Anmerkungen zur Diskussion um die kirchliche Sexualmoral beim Synodalen Weg. In: Herder Korrespondenz. 08/2020, S. 39–41 (academia.edu).
- Zur Relevanz der Wertethik in Zeiten der Pluralität In: Paul-Chummar Chittilappily: Horizonte gegenwärtiger Ethik, FS Josef Schuster, Freiburg 2016, S. 130–142.

Herausgeberschaften
- mit Norbert Feinendegen, Gerhard Höver, Andrea Schaeffer: Menschliche Würde und Spiritualität in der Begleitung am Lebensende, Impulse aus Theorie und Praxis. Königshausen & Neumann, Würzburg 2014.